# Skinneroceras
Skinneroceras ist eine ausgestorbene Gattung der Nashörner, die vor rund 30 Millionen Jahren in Nordamerika lebte. Sie ist bisher nur von wenigen Fossilfunden nachgewiesen, wies aber einen relativ kleinen Körperbau auf. Die Nashornform besaß möglicherweise keine Hörner.

## Merkmale
Skinneroceras stellte eine recht kleine Nashornform dar, die etwa die Größe von Subhyracodon erreichte; sie ist bisher aber nur von wenigen Funden bekannt. Der Schädel erreichte 41 cm Länge und war relativ schlank, mit wenig ausladenden Jochbeinbögen. In Seitenansicht zeigte er an der Stirnlinie nur eine leichte Einsattelung im Gegensatz zum stärkeren konkaven Verlauf der späteren Nashörner. Das Hinterhauptsbein war schmal und nur wenig ausgezogen. An den Schläfenbeinen setzten markante parasagittale Knochenerhebungen an, die weit ausgeprägter waren, als bei seinen nahen Verwandten. Das Nasenbein war eher schlank, aber langgestreckt und wies keinerlei Anzeichen von Aufrauungen als Ansatzstelle der Hörner auf. Auch der Zwischenkieferknochen hatte eine langschmale Form, der zwischen diesem und dem Nasenbein liegende Naseninnenraum reichte bis zum dritten Prämolaren.
Der Unterkiefer wurde 34 cm lang und wies eine lange und schmale, bis zu 6 cm messende Symphyse auf. Die Unterseite der Symphyse wies dabei schräg nach oben und formte so ein leichtes „Kinn“. Das Gebiss war gegenüber jenen von Diceratherium und Subhyracodon reduziert, insbesondere war der jeweils erste Schneidezahn im Oberkiefer ausgebildet. Im Unterkiefer zeichnete sich der zweite Schneidezahn durch eine vergrößerte und konisch spitze Form aus. Ein Eckzahn war generell nicht vorhanden, das zur hinteren Bezahnung bestehende Diastema war rund 4,5 cm lang. Der vorderste Prämolar war sehr klein, die drei hinteren nahmen an Größe zu und wiesen eine, den Molaren deutlich ähnliche Form auf, waren also molarisiert. Die hinteren Backenzähne glichen weitgehend denen von Diceratherium. Der letzte Molar hatte dabei eine leichte Trapezform und wurde 4 cm lang.

## Fossilfunde
Funde von Skinneroceras sind eher selten. Die meisten und aussagekräftigsten Fossilien stammen aus dem Basisbereich des Roundhouse Rock im Morrill County im Westen des US-Bundesstaates Nebraska. Dieser gehört der White-River-Formation an und datiert in das ausgehende Untere Oligozän (lokalstratigraphisch frühestes Arikareeum genannt) vor knapp 30 Millionen Jahren. Die Fossilien umfassen einen vollständigen Schädel mit zugehörigem Unterkiefer, weitere Unterkieferfragmente und die ersten beiden Halswirbel. Zusätzliches Fundmaterial in Form isolierter Backenzähne stammt aus grünlich gefärbten Siltsteinen der Cabbage Patch beds des westlichen Montana, die anhand von Paläomagnetmessungen in den Übergang vom mittleren zum späten Oligozän gehören (27,5 Millionen Jahre vor heute).

## Paläobiologie
Der vollständig überlieferte Schädel zusammen mit dem assoziierten Unterkiefer wird aufgrund der geringen Größe der unteren zweiten Schneidezähne und der fehlenden Hornansatzstellen einem weiblichen Tier zugeschrieben, ob die Nashorngattung generell keine Hörner aufwies, ist bisher unbekannt, da weiteres Schädelmaterial bisher nicht vorliegt. Die geringe Körpergröße ist untypisch für nacheozäne Nashörner, möglicherweise ist dies mit einer nachträglichen Verzwergung in Verbindung zu bringen. Generell sind Reste von Skinneroceras selten, es wird angenommen, dass es sich um einen nur kurzlebigen und selten auftretenden Nashornvertreter handelte. Begleitfunde der Flora lassen einen Lebensraum durchsetzt mit Mammutbäumen und offeneren Graslandschaften rekonstruieren. Anhand weiterer aufgefundener Faunenreste, wie Schildkröten und Schlangen ist ein mildes Klima mit im Vergleich zu den heutigen Bedingungen durchschnittlich wärmeren Temperaturen anzunehmen. Zudem herrschten eher semiaride Verhältnisse, wobei aber aufgrund jahreszeitlicher Änderungen auch zu stärkeren Niederschlägen kommen konnte.

## Systematik
Skinneroceras ist eine Gattung aus der Familie der Nashörner. Es gehört innerhalb der Nashörner zur Unterfamilie Diceratheriinae. Diese stellen eine, stammesgeschichtlich relativ ursprüngliche Gruppe dar, deren Charakterform Diceratherium zwei paarig angelegte Hörner auf dem Nasenbein besaß. Sie ist weitgehend nur aus Nordamerika bekannt. Neben den beiden Gattungen gehört auch Subhyracodon in diese Unterfamilie.
Die Gattung Skinneroceras ist monotypisch, die einzige Art stellt Skinneroceras manningi dar. Der Gattungsname bezieht sich auf Morris Skinner, einen amerikanischen Paläontologen, der das Typusmaterial entdeckte, und das griechische Wort κέρας (kéras „Horn“). Der Artnamen manningi ehrt wiederum den amerikanischen Paläontologen Earl Manning und seine Verdienste um die Erforschung der fossilen Nashörner; zudem hatte er zuerst die Zugehörigkeit der Fossilien zu einer eigenständigen Gattung erkannt. Der Holotyp umfasst einen vollständigen Schädel mit Unterkiefer (Exemplarnummer F:AM 111843).